# 安藤悠哉
安藤 悠哉 (あんどう ゆうや、1994年11月21日 - ) は、日本の元陸上競技選手。愛知県豊橋市出身。豊川工業高校卒業。青山学院大学教育人間科学部卒業。

## 人物・来歴
- 豊川工業高校時代は2年次のインターハイ3000mSCで10位。全国高校駅伝では2年次に6区区間3位、都道府県対抗駅伝では2年次・3年次に4区を走っている。
- 大学2年次の出雲駅伝・全日本大学駅伝ではメンバー入りしながらも走ることはできなかったが、第91回箱根駅伝では10区を務め区間2位の好走。青学大初の総合優勝・総合新記録に貢献し、一躍時の人となった[1]。
- 3年次は故障に苦しみ、全日本・箱根ではメンバーに入ることもできなかった。
- 4年次は主将に就任。5000m・10000mで自己ベストを更新しチームを牽引した。
- 第28回出雲駅伝では5区を担当。トップと11秒差の2位でタスキを受けると、前を行く東海大学に中間点で追いつく。終盤一時は引き離されたがラストスパートで逆転、アンカーの一色恭志にトップでタスキリレー。区間賞・区間新記録の走りでチームの連覇に大きく貢献した。
- 第48回全日本大学駅伝では4区を担当。トップと14秒差の2位でタスキを受け、区間5位とまずまずの走りを見せるも、前を行く早稲田大学との差は1分07秒まで開いてしまった。チームは8区の一色が早大を逆転し初優勝を果たしたが、優勝インタビューでは「みんなごめんなさい。みんなありがとう」と複雑な胸中を吐露した。
- 第93回箱根駅伝では10区を担当。トップでタスキを受けると、後続と大差がついている状況の中でも攻めの走りを貫き、青学大の3連覇・大学駅伝三冠のゴールテープを切った[2][3]。
- 大学卒業後は陸上競技を引退し、ニューバランスジャパンに就職。2021年10月からはプーマジャパンに転職し、商品MD部門を担当している。瀬古利彦とともにプーマの厚底ランニングシューズのCMにも出演している。

## 主な戦績

### 大学駅伝戦績
| 学年               | 出雲駅伝                              | 全日本大学駅伝              | 箱根駅伝                          |
| ------------------ | ------------------------------------- | --------------------------- | --------------------------------- |
| 1年生 （2013年度） | 第25回 ― - ― 出走なし                 | 第45回 ― - ― 出走なし       | 第90回 ― - ― 出走なし             |
| 2年生 （2014年度） | 第26回 （開催中止）                   | 第46回 ― - ― 出走なし       | 第91回 10区-区間2位 1時間10分03秒 |
| 3年生 （2015年度） | 第27回 ― - ― 出走なし                 | 第47回 ― - ― 出走なし       | 第92回 ― - ― 出走なし             |
| 4年生 （2016年度） | 第28回 5区-区間賞 17分43秒 区間新記録 | 第48回 4区-区間5位 41分30秒 | 第93回 10区-区間4位 1時間11分41秒 |

## 自己ベスト
- 5000m - 13分51秒66 (2016年)
- 10000m - 28分49秒73 (2016年)
- ハーフマラソン - 1時間03分37秒 (2013年)